# Rana subaquavocalis
Rana subaquavocalis é uma espécie de anfíbio da família Ranidae.
Pode ser encontrada nos seguintes países: Estados Unidos da América e possivelmente em México.
Os seus habitats naturais são: florestas temperadas, campos de gramíneas de clima temperado, rios intermitentes, marismas de água doce, nascentes de água doce, lagoas e escavações a céu aberto.
Está ameaçada por perda de habitat.